# Нариси з історії вітчизняної психології
Нариси з історії вітчизняної психології — цикл з 4-х книг, що висвітлюють історію совєцької, зокрема української, психології.
Він являє собою серію збірок статей, присвячених конкретним діячам, і є першою в українській психології ґрунтовною науковою працею з історії психології. «Нариси» підготовлені колективом Науково-дослідного інституту психології УРСР.
Політична ситуація того часу не давала змоги розглядати історію української психології у відриві від совєцької науки, яка існувала лише в руслі матеріалістичної філософії, проте автори висвітлили багато питань, що стосуються внеску саме українських діячів, творчість яких охоплює значно ширші філософські погляди.

## Короткий зміст

### Історія вітчизняної психології XVII—XVIII століття
У першому збірнику циклу вміщено ряд статей з питань історії вітчизняної психологічної думки в XVII—XVIII століттях.
У перших двох статтях подаються нові дані, що висвітлюють зміст курсів психології, які викладались у Києво-Могилянській колегії (потім Академії) в XVII і першій половині XVIII століття, виявляють матеріалістичні риси, що мали місце в схоластичних психологічних ученнях київських філософів цього часу (автор — П. М. Пелех). В інших статтях характеризуються психологічні погляди В. М. Татищева (П. Р. Чамата), російського вченого-енциклопедиста М. В. Ломоносова, видатного українського філософа Г. С. Сковороди (Г. С. Костюк), передових російських просвітителів Я. П. Козельського (Д. Ф. Ніколенко) і М. І. Новикова (Т. В. Косма). В останній статті висвітлюються психологічні ідеї російського мислителя-революціонера О. М. Радищева (Г. С. Костюк).
Вміщувані в збірник статті проливають світло на найважливіші сторінки історії вітчизняної психологічної думки XVII—XVIII століття. Подані в статтях факти і висновки певною мірою розкривають характерні риси передової вітчизняної психологічної думки на цих етапах її формування, з'ясовують її багатий зміст і оригінальність.

### Історія вітчизняної психології ХІХ століття

Нариси з історії вітчизняної психології ХІХ ст., Ч. 1

Нариси з історії вітчизняної психології ХІХ ст., Ч. 2

Збірник, присвячений історії вітчизняної психології ХІХ сторіччя вийшов у двох томах.
У першому томі в статті П. М. Пелеха висвітлюються передові психологічні ідеї, що мали місце в творах ряду вітчизняних філософів, психологів і фізіологів перших десятиріч XIX ст., а також ряду мислителів-декабристів. У дальших статтях — Г. С. Костюка, П. М. Пелеха, Є. І. Легкова, Т. Є. Галушко, Л. П. Шевцової, Л. М. Безотосної та М. К- Години — дається характеристика психологічних ідей В. Г. Бєлінського, О. І. Герцена, М. Г. Чернишевського, М. О. Добролюбова, Т. Г. Шевченка, Д. І. Писарєва, М. О. Антоновича та І. Я. Франка.
Другий том повністю присвячений творчості російського фізіолога Івана Михайловича Сєченова, «батька російської фізіології» і основоположника матеріалістичної психології, творця теорії рефлекторної природи психічної діяльності людини.
Збірник приурочений до 50-річчя з дня смерті видатного вченого.
В ньому вміщуються статті про внесок І. М. Сєченова в матеріалістичну розробку основних питань психологічної науки, а саме: питань психології пізнання (Б. Ф. Баєв), уваги (Є. О. Мілер'ян), асоціацій (І. П. Смолій), почуттів (П. М. Пелех), волі (Є. І. Легков), психічного розвитку дитини (Н. А. Чередник), формування її самосвідомості (П. Р. Чамата). В статті Д. Г. Елькіна подаються цікаві факти про творчу діяльність І. М. Сєченова та вплив його ідей на формування передової психологічної думки в Україні.

### Історія вітчизняної психології IX і початку XX століття

Нариси з історії вітчизняної психології кінця IX і початку XX ст.

Цей збірник містить статті, в яких висвітлюються передові ідеї в російській психології кінця XIX і початку XX ст. Розвитку цих ідей прислужились не тільки психологи-спеціалісти, кращі представники експериментальної психології, яка формувалась у цей час у колишній Росії, а й видатні мовознавці, педагоги, невропатологи, психіатри й філософи.
У статті П. М. Пелеха висвітлюються деякі сторони психологічної спадщини видатного українського мовознавця О. О. Потебні, а саме — його думки про взаємозв'язок мислення й мови. Характеристиці психологічних поглядів С. С. Корсакова — російського психіатра, одного з основоположників вітчизняної психіатрії — і його найближчого співробітника А. А. Токарського присвячена стаття Л. Я. Біленької. У статті Т. Є. Галушко розглядаються психологічні ідеї П. Ф. Лесгафта, російського педагога, анатома і лікаря, творця наукової системи фізичного виховання. З психологічною спадщиною відомого російського педагога П. Ф. Каптерєва ознайомлює читача стаття В. Г. Ткаченко.
У розробку експериментальних методів психологічного дослідження і питань психології особистості зробив цінний внесок О. Ф. Лазурський, якому присвячена робота П. І. Садчикової. Психологічна спадщина М. М. Ланге, одного з видатних представників експериментальної психології в колишній Росії, засновника психологічної лабораторії при Новоросійському університеті (Одеса), аналізується в статті Т. В. Косми. У статті Л. Й. Марисової дається характеристика психологічних праць Г. І. Россолімо, відомого російського невропатолога. Великий внесок у розвиток матеріалістичної психології зробив В. М. Бехтерєв, російський морфолог і фізіолог нервової системи, невропатолог, психіатр і психолог. Йому присвячена робота П. С. Горностая. У статті О. М. Раєвського розглядаються психологічні ідеї Г. В. Плеханова, російського філософа-марксиста.